# Velká pardubická 2017
Velká pardubická 2017 byl 127. ročníkem tohoto dostihu, který se uskutečnil 8. října 2017. Závod rozběhlo 19 koní, ale do cíle jich doběhlo osm.

## Výsledky
Konečné pořadí závodu:
1. No Time To Lose – žokej Jan Kratochvíl
2. Urgent de Gregaine – žokej Felix de Giles
3. Delight My Fire – žokej Niklas Lovén
4. Zarif – žokej Josef Bartoš
5. Ange Guardian – žokej Josef Váňa mladší
6. Universe Of Gracie – žokej Jiří Kousek

Vítěz závod zvládl za 9:39,98 minut.